# Myriopholis albiventer
Myriopholis albiventer là một loài rắn trong họ Leptotyphlopidae. Loài này được Hallermann & Rödel miêu tả khoa học đầu tiên năm 1995.